# Жепче

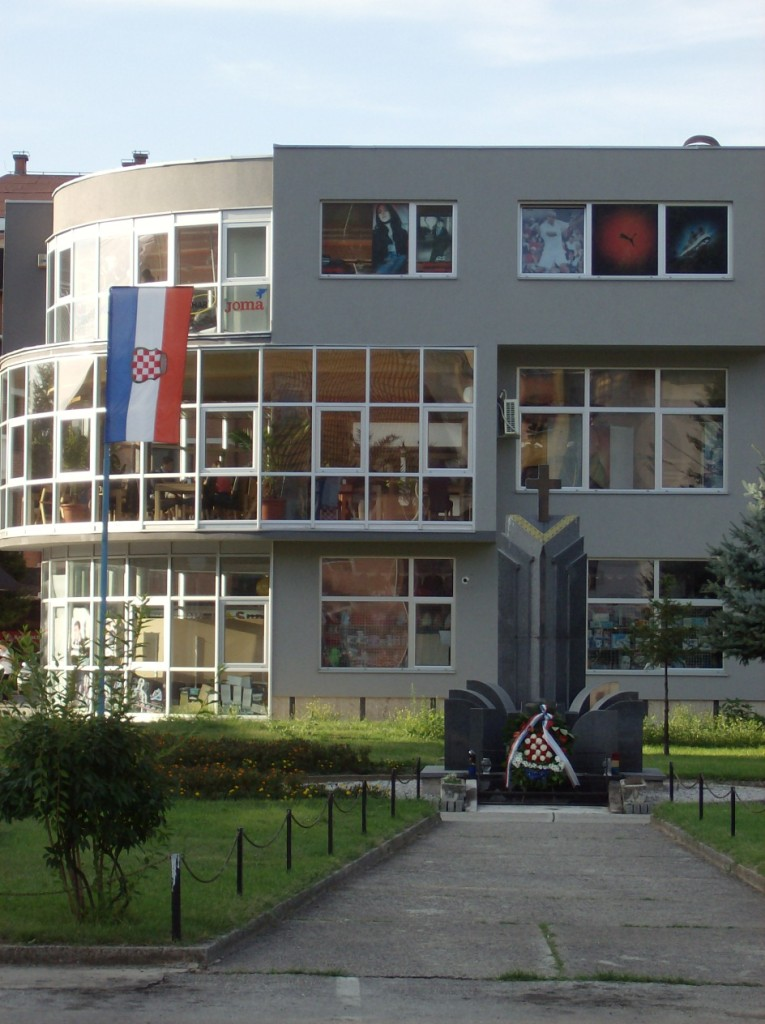
Центр города Жепче

Же́пче (босн. , серб. и хорв. Žepče / Жепче) — город и община в центральной части Боснии и Герцеговины. Расположен между общинами Добой и Зеница. Через город проложено шоссе М-17, а также протекает река Босна. Административно является частью Зеницко-Добойского кантона Федерации Боснии и Герцеговины.

## Галерея

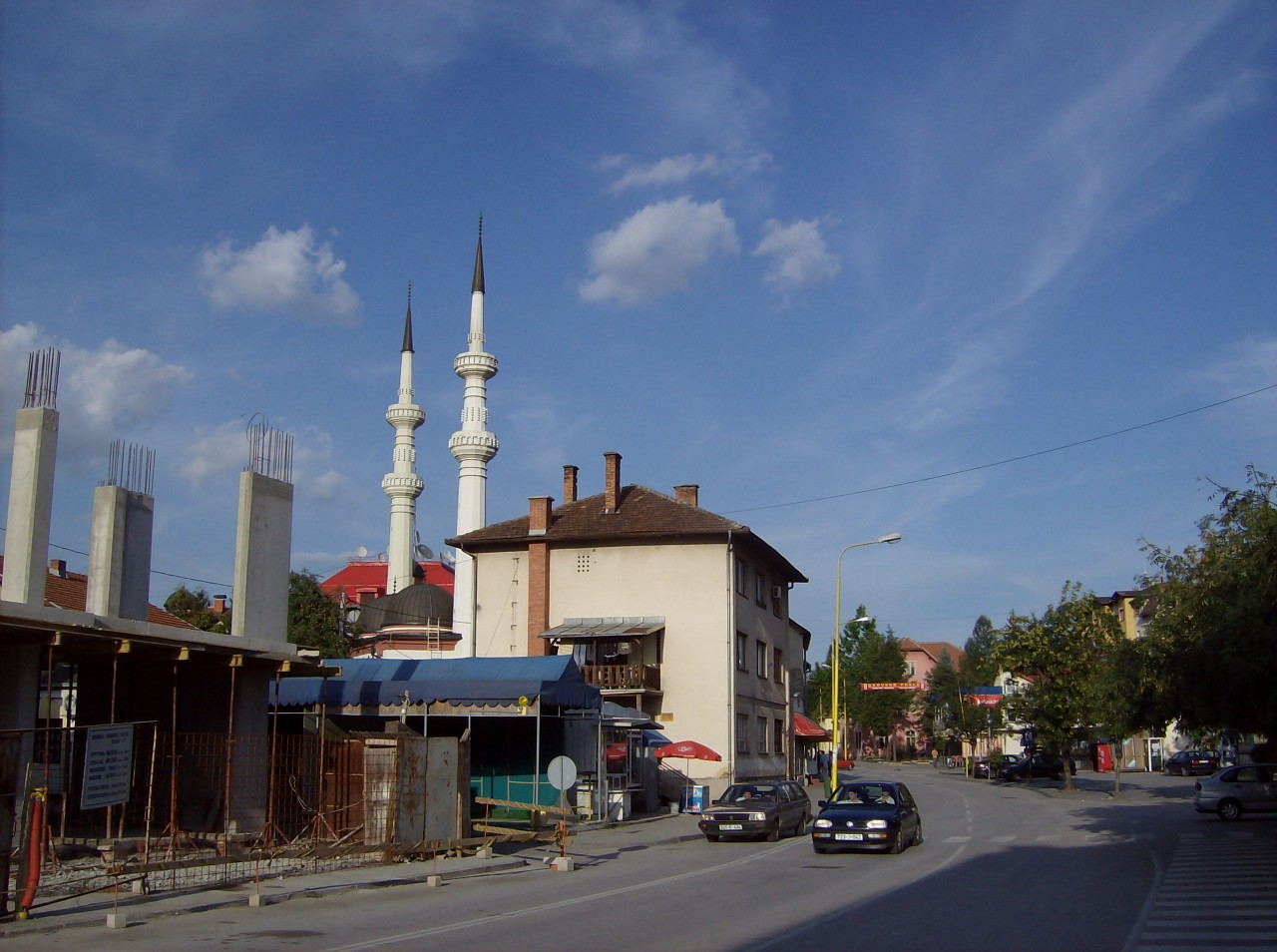
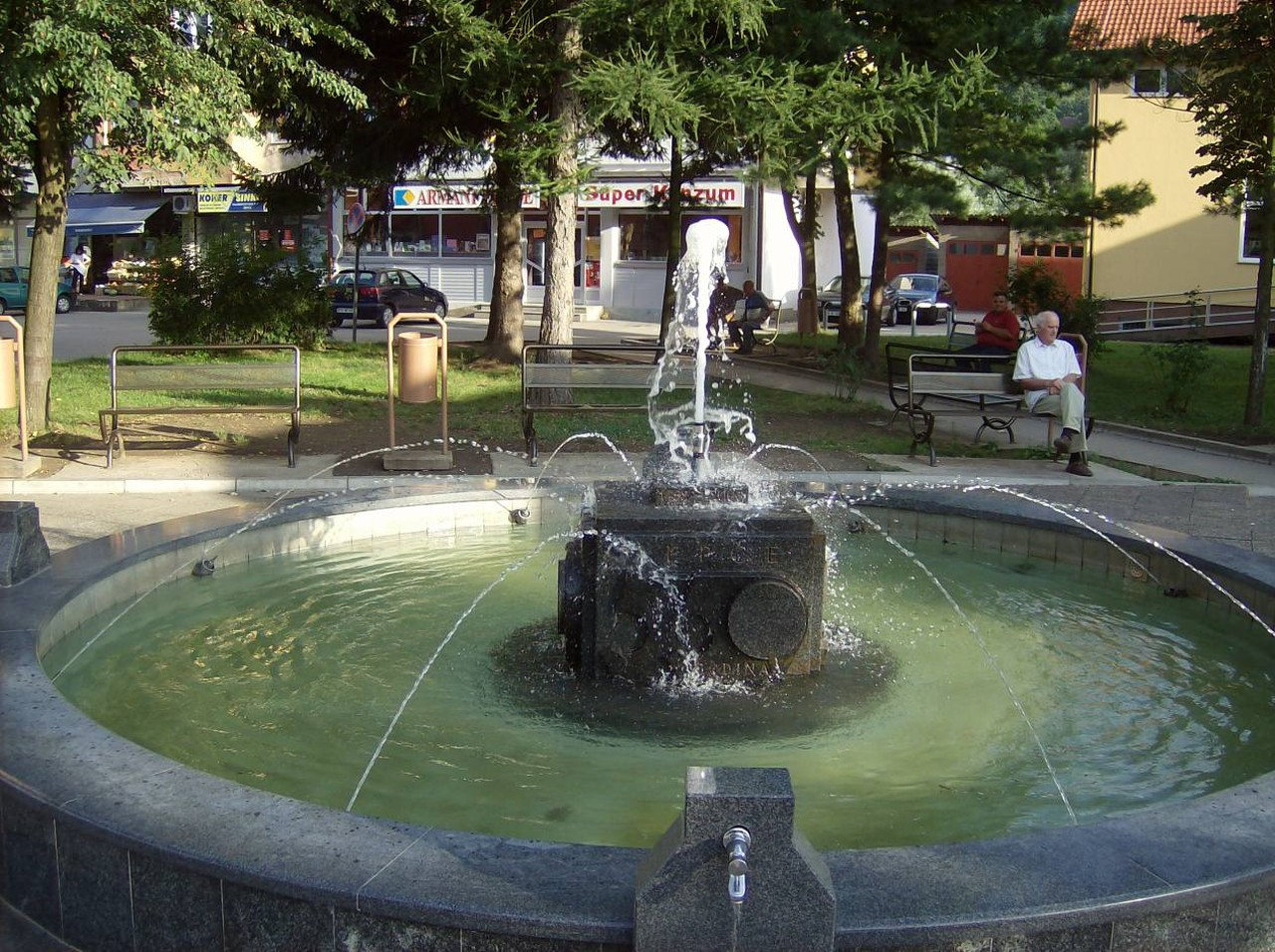
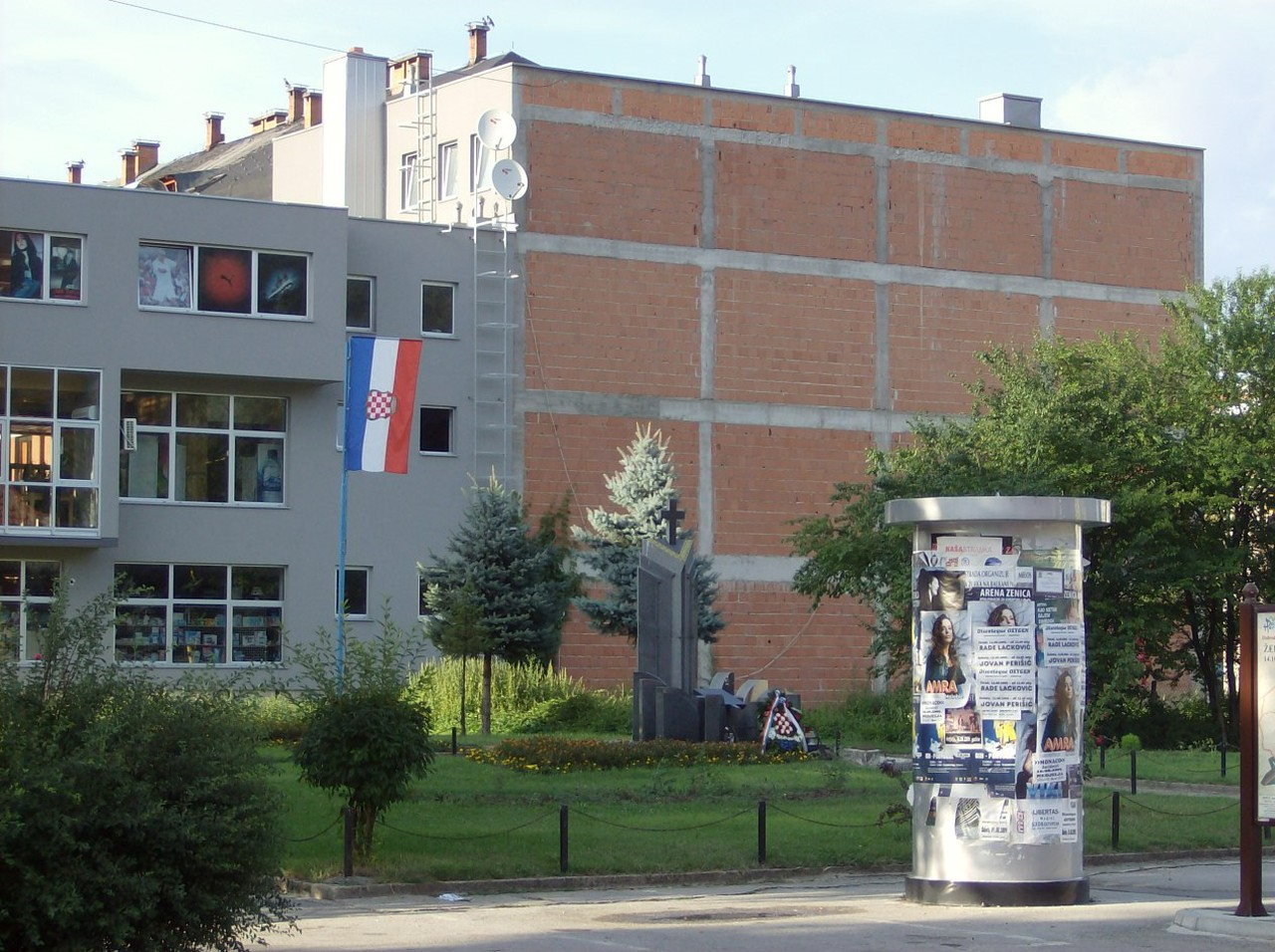
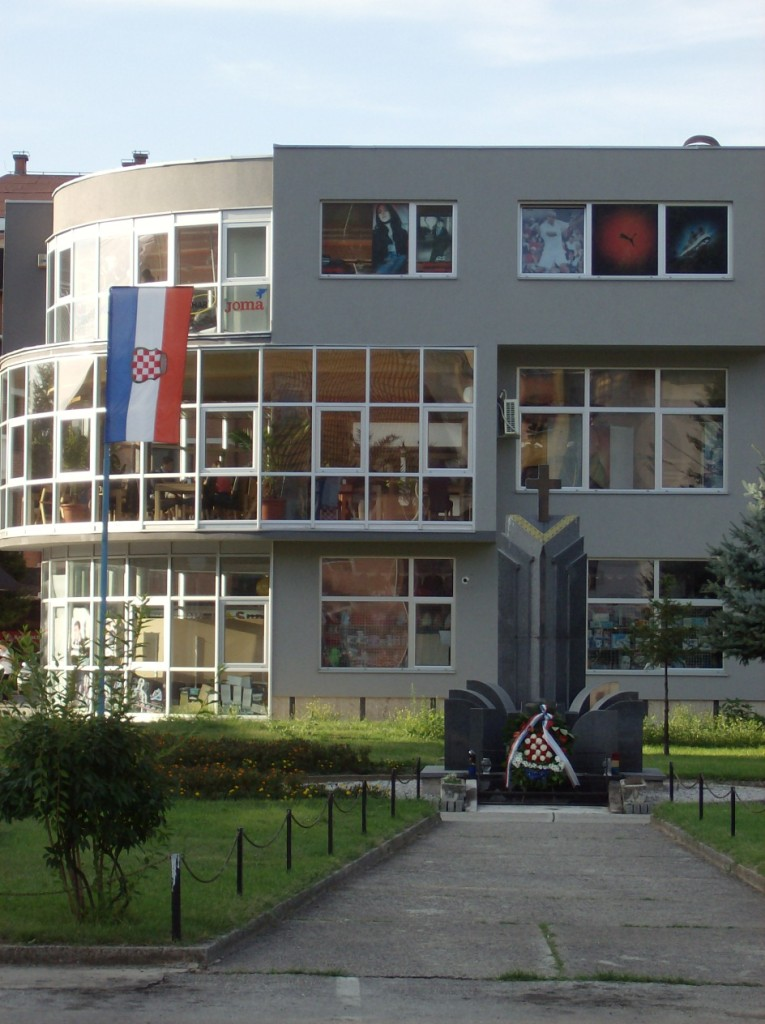
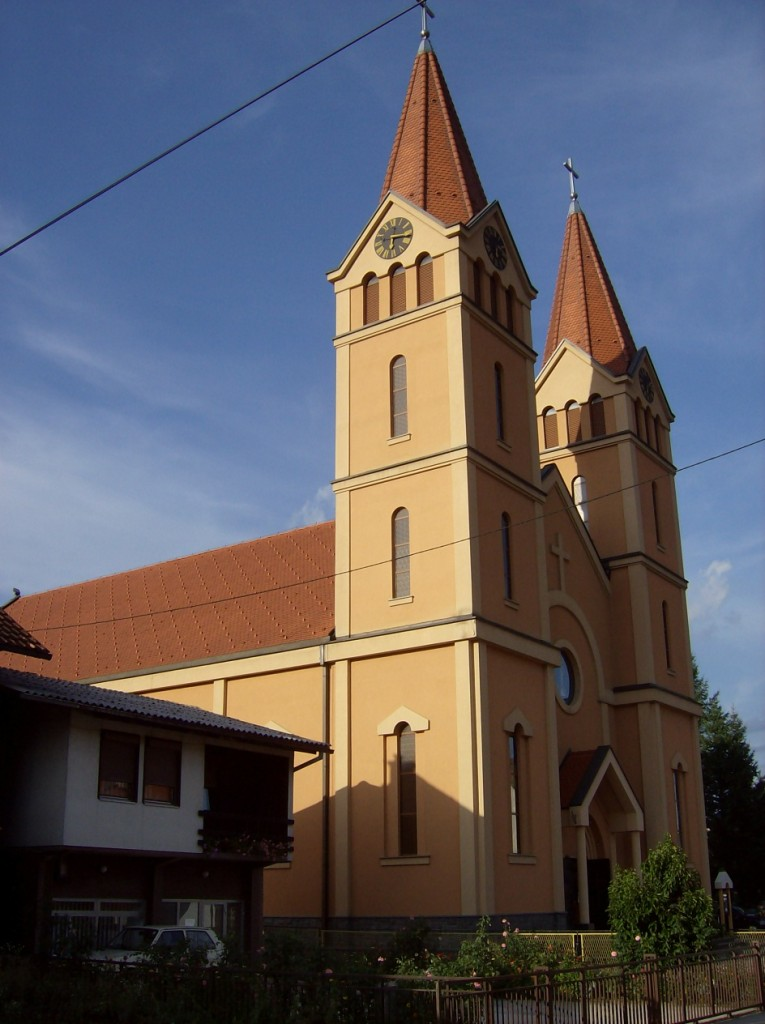

## Население

### Община

#### 1971 год
- Всего — 16,906 (100 %)
- Боснийцы — 7,531 (44,54 %)
- Хорваты — 7,174 (42,43 %)
- Сербы — 2,028 (11,99 %)
- Другие — 117 (0,71 %)

#### 1981 год
- Всего — 19,754 (100 %)
- Боснийцы — 8,769 (44,39 %)
- Хорваты — 7,813 (39,55 %)
- Сербы — 2,004 (10,14 %)
- Другие — 235 (1,20 %)

#### 1991 год
- Всего — 22,840 (100 %)
- Боснийцы— 10,780 (47,20 %)
- Хорваты — 9,081 (39,76 %)
- Сербы — 2,289 (10,02 %)
- Другие — 159 (0,70 %)

### Город

#### 1971 год
- Всего — 3,209 (100 %)
- Боснийцы — 2,242 (69,87 %)
- Хорваты — 637 (19,85 %)
- Сербы — 227 (7,07 %)
- Другие — 70 (2,18 %)

#### 1991 год
- Всего — 5,550 (100 %)
- Боснийцы — 3,373 (60,77 %)
- Хорваты — 1,448 (26,09 %)
- Сербы — 267 (4,81 %)
- Другие — 89 (1,60 %)